# Coliseum
Coliseum es el segundo álbum de estudio del grupo español de rock M Clan salido al mercado en 1997. Es el segundo álbum de su carrera, tras su álbum debut Un buen momento. 

## Historia
Tras una larga gira por medio mundo, en 1997 se encerraron de nuevo en un estudio de grabación para producir un nuevo trabajo: Coliseum, grabado en Canadá, con un estilo más cercano al hard rock. 
De este álbum editaron cuatro singles, uno más que con su primer álbum. Las canciones que se convirtieron en sencillo fueron: "Canción sin retorno", "Nacional 120", "¿Dónde está la revolución?" y "Vuelve".

## Lista de temas
1. "Deja que lo muerda" - (3:54)
2. "Nacional 120" - (4:04)
3. "Maxi ha vuelto" - (3:41)
4. "¿Dónde está la revolución?" - (5:16)
5. "Desde los tejados" - (3:37)
6. "Vuelve" - (4:44)
7. "Recuerdo" - (4:00)
8. "Canción sin retorno" - (4:25)
9. "Algo más fuerte" - (3:03)
10. "Cierto sabor amargo" - (3:30)
11. "Tarde" - (3:57)
12. "Si estoy tan loco" - (4:19)
13. "Domingo de mayo" - (4:48)

## Componentes de M Clan
Para este álbum, la composición del grupo era la siguiente:
- Carlos Tarque: voz, coros.
- Ricardo Ruipérez: guitarra, coros.
- Santiago Campillo: guitarra, coros.
- Íñigo Uribe: Hammond, piano, Rhodes.
- Juan Antonio Otero: batería.
- Pascual Saura: bajo.